# فانلة

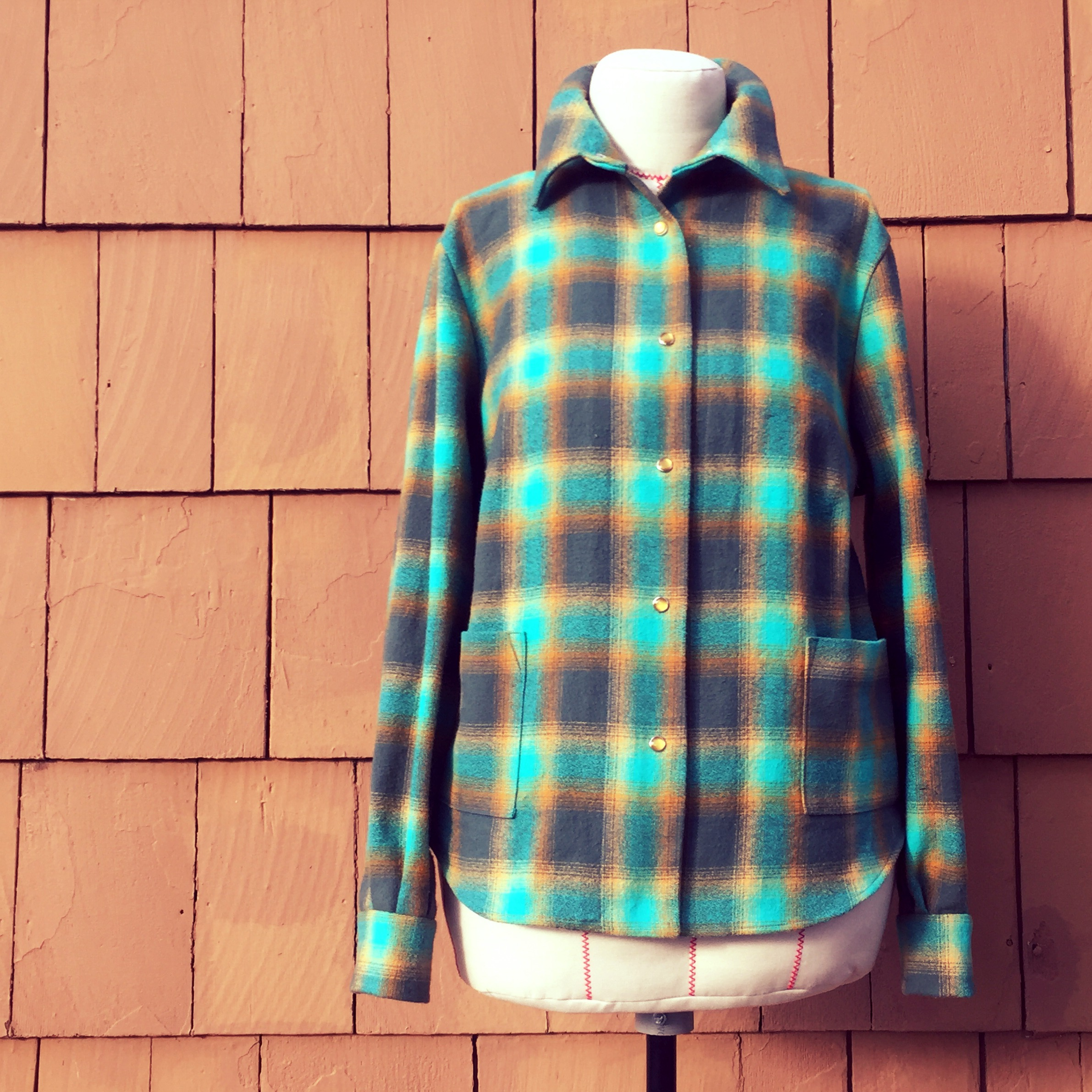
غالبًا ما تكون قمصان الفانِلّة مطرطنة

الفانِلّة أو الفلانيلّة هو قماش منسوج ذو درجات نعومة متفاوتة. كانت الفانلة مصنوعًا في الأصل من الصوف المندوف أو خيوط الصوف أما اليوم فيُصنع أيضًا من القطن أو الألياف الاصطناعية. يستخدم الفانلة في صناعة ملابس الطرطان والبطانيات وملاءات السرير وملابس النوم استعمالًا كبيرًا.